# Георги Цанев (журналист)
Вижте пояснителната страница за други личности с името Георги Цанев.
Георги Цанев е журналист, писател, поет и общественик.

## Биография
- Роден е на 13 април 1944 г. в с. Глава, Белослатинско.
- Завършва Стопанската академия в Свищов.
- Бил е главен редактор на вестниците „Белослатински глас“ и „Отечествен зов“ (Враца).
- Автор на поетичните книги „Прости истини“, „Капки от къпина“, „Песен за двама“, „Добротата, която остава“ и „Молитва за България“.
- Умира на 10 януари 2008 г. в Бяла Слатина.